# فدریکو سرایوکو
فدریکو سرایوکو (انگلیسی: Federico Serraiocco؛ زادهٔ ۲۷ سپتامبر ۱۹۹۳) بازیکن فوتبال اهل ایتالیا است.
از باشگاه‌هایی که در آن بازی کرده‌است می‌توان به باشگاه فوتبال کیه‌وو ورونا، باشگاه فوتبال ویچنزا، و باشگاه فوتبال برشا اشاره کرد.